# HMS Taitam (J210)
Le HMS Taitam (pennant number J210)  est un dragueur de mines de la Classe Bangor lancé pour la Royal Navy, mais capturé pendant sa construction par les forces japonaises et utilisé par la marine impériale japonaise au cours de la Seconde Guerre mondiale.

## Conception
Initialement noté HMS Portland (J210), il est commandé dans le cadre du programme de la classe Bangor de 1940-41 le 27 septembre 1940 pour le chantier naval de Taikoo Dockyard and Engineering Company à Hong Kong. La pose de la quille est effectuée le 12 juillet 1941, il est renommé HMS Taitam (J210) en septembre 1941. Capturé par les forces japonaises sur les docks le 26 décembre 1941, il est renommé W-101 et lancé le 20 février 1943 et mis en service le 10 avril 1944 pour la marine impériale japonaise.
La classe Bangor doit initialement être un modèle réduit de dragueur de mines de la classe Halcyon au service de la Royal Navy,. La propulsion de ces navires est assurée par 3 types de motorisation: moteur diesel, moteur à vapeur à pistons double ou triple expansions et turbine à vapeur. Cependant, en raison de la difficulté à se procurer des moteurs diesel, la version diesel a été réalisée en petit nombre.
Les dragueurs de mines de classe Bangor version anglaise à moteur alternatif à vapeur déplacent 684 tonnes en charge normale. Afin de pouvoir loger les chaufferies, ce navire possède des dimensions plus grandes que les premières versions à moteur diesel avec une longueur totale de 58 mètres LHT, une largeur de 8,69 mètres et un tirant d'eau de 3,2 mètres. Ce navire est propulsé par 2 moteurs alternatifs verticaux à triple expansions alimentés par 2 chaudières à tubes d'eau à 3 tambours Admiralty et entraînant deux arbres d'hélices. Les moteurs développent une puissance de 2 400 chevaux-vapeur (1 790 kW) et atteignent une vitesse maximale de 16 nœuds (30 km/h). Le dragueur de mines peut transporter un maximum de 163 tonnes de fioul qui lui donne un rayon d'action de 2 800 milles nautiques (5 200 kilomètres) à 10 nœuds (19 km/h).
Leur manque de taille donne aux navires de cette classe de faibles capacités de manœuvre en mer, qui seraient même pires que celles des corvettes de la classe Flower. Les versions à moteur diesel sont considérées comme ayant de moins bonnes caractéristiques de maniabilité que les variantes à moteur alternatif à faible vitesse. Leur faible tirant d'eau les rend instables et leurs coques courtes ont tendance à enfourner la proue lorsqu'ils sont utilisés en mer de face.
Les navires de la classe Bangor sont également considérés comme exiguës pour les membres d'équipage, entassant plus de 60 officiers et matelots dans un navire initialement prévu pour un total de 40 hommes.

## Histoire

### Seconde Guerre mondiale
Sa quille est posée comme HMS Portland (J210), il est renommé HMS Taitam en septembre 1941 en cours de construction. Il est capturé sur les stocks par les japonais à la chute de Hong Kong. Les japonais reprennent sa construction comme navire de la Marine impériale japonaise; le dragueur W-101 à Hong Kong et est mis en service le 10 avril 1944 et rattaché au district naval de Yokosuka sous le commandement du lieutenant commandant Ginji Yamashita,.
Il passe la majeure partie de l'année 1944 à escorter et à mener des activités de déminage entre les ports sous contrôle japonais aux Philippines (Manille, Zamboanga, Basilan), à Bornéo (Tarakan, Laut, Balikpapan), à Florès (Maumere), à Java (Surabaya) et à Célèbes (Makassar),.

### Convoi MI-27
Le 15 novembre 1944, le W-101 quitte l'arrondissement de Moji-ku de la ville de Kitakyūshū à destination de Miri à Bornéo avec le navire d'escorte de type C CD-61, le navire d'escorte de type D CD-134, et les chasseurs auxiliaires de sous-marins classe N° 1 Cha-156 et Cha-157 escortant le convoi MI-27 composé de quatre pétroliers (Awagawa Maru, Kyokuun Maru, Osakasan Maru, et Enkei Maru) et de six navires de transport/cargo (Edogawa Maru, Shoho Maru, Matsuura Maru, Seisho Maru, Koshu Maru, et Chinkai Maru). Le Enkei Maru et le Kyokuun Maru connaissent des problèmes mécaniques et sont contraints de retourner à Moji-ku. Le convoi est parallèle au convoi Hi-81 qui a quitté Imari le 14 novembre 1944 à destination de Formose pour bénéficier de la couverture aérienne fournie par le porte-avions d'escorte Shin'yō du convoi HI-81 qui transporte quatorze bombardiers-torpilleurs Nakajima B5N "Kate" du 931e Escadron d'aviation de la base aéronavale de Saeki. Les deux convois ont parfois convergé ensemble.
Le 17 novembre 1944, dans la mer Jaune au large de l'île de Cheju, le convoi MI-27 est repéré par les sous-marins américains Sunfish et Peto qui opèrent dans un wolfpack avec le Spadefish. Le Sunfish torpille et endommage le Edogawa Maru et le Seisho Maru tandis que le Peto torpille et coule le Osakasan Maru (tuant 142 personnes). A proximité, le Spadefish repère le Shin'yō du convoi HI-81 et lui tire six torpilles dont quatre touchent le navire, le faisant s'enflammer et couler (1 130 morts). Le 18 novembre 1944, le Sunfish torpille et coule le Seisho Maru endommagé (448 morts) et le Edogawa Maru endommagé (2 083 morts), tandis que le Peto torpille et coule le Chinkai Maru (39 morts). Après avoir perdu quatre des huit navires escortés, le reste du convoi MI-27 arrive à l'île de Sijiao le 19 novembre 1944.

### Convoi Tama-33
Le 30 novembre 1944, le W-101 quitte Takao pour Manille en escortant les navires du dépôt de péniches de débarquement Shinshū Maru et Kibitsu Maru ainsi que l'escorteur Tsushima, le navire d'escorte de classe Ukuru Daito, et quatre navires d'escorte de type D (CD-14, CD-16, CD-46, et CD-134). Le convoi s'est dérouté et a débarqué ses troupes à San Fernando sur l'île de Luçon, en raison des attaques aériennes ennemies à Manille.

### Convoi HI-85
Le 29 décembre 1944, le W-101 rejoint le convoi HI-85 en mer de Chine méridionale, composé du croiseur léger Kaishii, de deux navires d'escorte de classe Ukuru (Ukuru et Daito) et de trois navires d'escorte de type C (CD-23, CD-27 et CD-51) en escortant neuf pétroliers (Enkei Maru, Yamazawa Maru, Engen Maru, Encho Maru, Daigyo Maru, Otususan Maru, Fuei Maru, Oei Maru et Seria Maru) et un cargo (Shinyu Maru). Après plusieurs attaques infructueuses des bombardiers Consolidated B-24 Liberator, le convoi arrive au Cap Saint-Jacques le 4 janvier 1945.

### La disparition
Le 11 janvier 1945, le W-101 ainsi que le CD-35, le CD-43, le patrouilleur n° 103 et le sous-chasseur CH-31 quittent le Cap Saint-Jacques en escortant le convoi SATA-05 composé de deux transports (Kensei Maru et Toyo Maru), d'un navire de débarquement n° 101 (T-149), et trois pétroliers (Ayayuki Maru, Koshin Maru et ' Eihi Maru). Le T-149 est incapable de faire face à la mer démontée et retourne au Cap St Jacques.
Le 12 janvier 1945, au large du Cap Padaran (au sud de Phan Rang - Tháp Chàm) dans la mer de Chine méridionale, le W-101 est attaqué et coulé à la position géographique de 11° 10′ N, 108° 55′ E par un avion de la Task Force 38 du vice-amiral John S. McCain, Sr., qui était entré dans la mer de Chine méridionale pour faire un raid sur les navires japonais. Tous les autres navires du convoi SATA-05 (sauf le T-149) ont été attaqués et coulés à proximité. Le W-101 est rayé de la liste de la marine le 10 mars 1945.